# Kałamarz

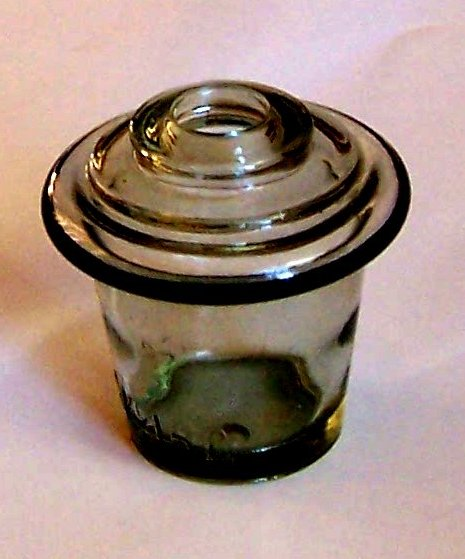
Szkolny kałamarz

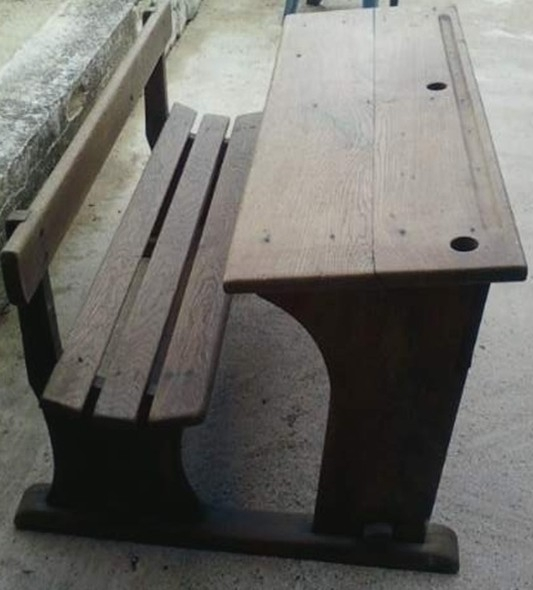
Francuska ławka szkolna z 1900 r. z widocznymi otworami na kałamarze

Kałamarz (od łac. calamarius, naczynie do przechowywania piór pisarskich; calamus – oznacza trzcinę używaną dawniej do pisania) – naczynie na pióra pisarskie lub atrament, stosowane powszechnie przed wynalezieniem pióra wiecznego.
Kałamarze pojawiły się w użyciu, gdy powszechnie zaczęto posługiwać się piórem. Początkowo były to niewielkie pojemniki z przykrywkami (szklane, mosiężne, porcelanowe) o różnych kształtach. Przed wynalezieniem szczelnych zakrętek kałamarze używane do przenoszenia zamykano przy pomocy śruby. Stanowiły przedmiot niezbędny w domu, w urzędzie i szkole.
W okresie poprzedzającym rozpowszechnienie długopisów na ogół pisano wiecznym piórem, a wcześniej – obsadką ze stalówką zanurzaną w atramencie. W warunkach szkolnych istotne było zabezpieczenie kałamarzy przed rozlewaniem z nich atramentu. Zaradzono temu przygotowaniem w każdym pulpicie (ławki szkolnej, stolika) odpowiedniego miejsca (standardowego otworu o średnicy ok. 45 mm), w którym na stałe umieszczano kałamarz.